# Château du Jonchay

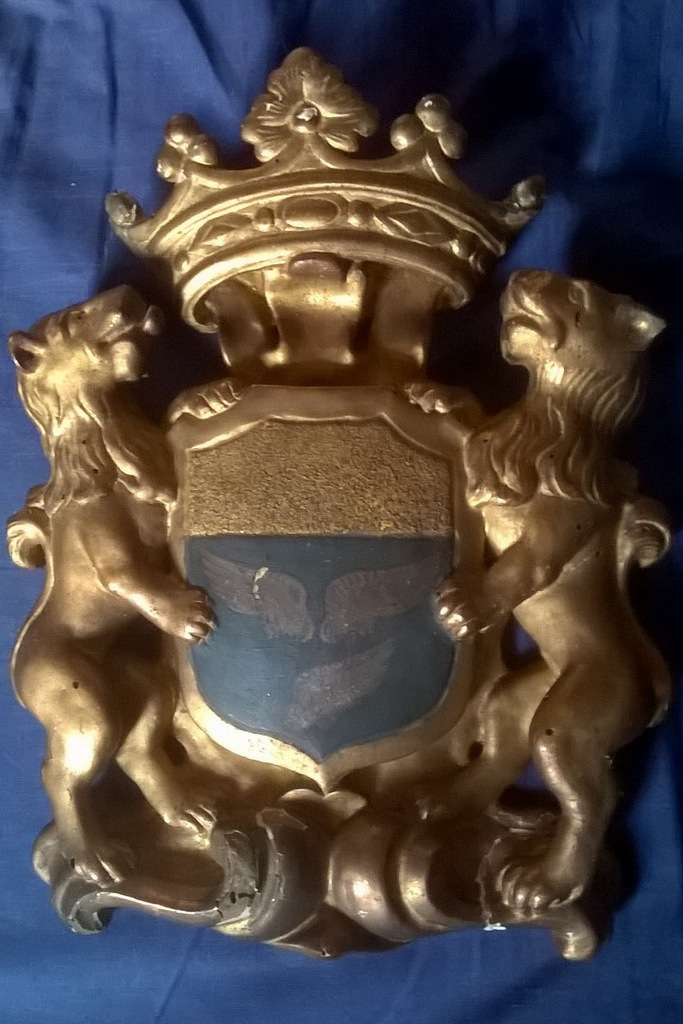
Blason de la Famille de Vauzelles

Le château du Jonchay est situé dans la vallée de la Saône, à l'ouest du bourg de la commune d'Anse, dans le département du Rhône.

## Architecture
Le château actuel, qui a succédé à une construction beaucoup plus ancienne, date du XVIIe siècle.
Il comprend un bâtiment de plan rectangulaire, orienté au Sud-Est, qui est flanqué de deux tourelles carrées saillantes. Les murs construits en blocage ont été recrépis au XIXe siècle. Le toit à deux pans en tuiles est dissimulé par une balustrade d'attique; les toits en pavillon des tourelles sont couverts d'ardoises. La façade principale est rythmée de sept travées régulières de baies rectangulaires, avec un étage carré et un étage de combles. La travée centrale est couronnée d'un petit fronton triangulaire. 

Les bâtiments d'exploitation sont adjacents et délimitent au Nord et à l'Ouest une cour intérieure. Au Sud-Ouest se dresse un pigeonnier, pavillon quadrangulaire, couvert de tuiles en écaille.

## Historique
Le domaine du Jonchay était à l'origine probablement couvert de joncs et de marécages, d'ou son nom, car la source de Brienne jaillit à cet endroit. En 1240, il est rattaché au fief de Brienne selon les termes suivants: viam de Graves usque ad junchetum de Brionna. En 1319, l'obéancier d'Anse recevait hommage pour le fief du Jonchet.
Le premier seigneur connu des lieux est Jean Richard de Saint-Priest en 1326. En 1381, offroy de lanay, damoiseau, tenait le Jonchet en fief. Puis sont connus Mathieu de Vauzelles, seigneur du Jonchay, qui épouse Françoise de Guilhens en 1584.
Antoine de Raymondis, qui avait acheté le château en 1701, et épousé en 1704 Marguerite Deschamps de Messimieux, laissa le Jonchay à sa fille, épouse de Philippe de Paradis. 

En 1782, Dieudonné Sarton, veuf, acquiert le domaine, ainsi que la nationalité française. Il prend le nom du domaine du Jonchay. Il achètera une charge de président trésorier de France au bureau des finances de Lyon. Il épousera en secondes noces Anne Pierre Imbert de Montferrand le 7 juillet 1785, leur fils Charles, épouse Angélique Aglaé de Mainville et leur fils Gaston, épouse Marie Bolot d'Ancier. En 1864 Médéric, fils des précédents, épouse Gabrielle Gillet de Valbreuse et en 1889 Paul Claret de Fleurieu (1862 - 1932) épouse Marie Antoinette Sarton du Jonchay (1869 - 1962), leur héritière.
Le domaine est une propriété privée. Il ne se visite pas.

## Armoiries et devises
- Saint-Priest (famille): cinq points d'or équipolés à quatre d'azur, à la bordure de gueules
- de Vauzelles : d'azur, à trois demi-vols d'argent, posés deux et un, au chef d'or; devise: Sub umbra alarum tuarum protege nos (Abritez-nous sous vos ailes)
- Sarton du Jonchay: d'or au lion de gueules, au chef d'azur chargé d'une étoile d'argent
- Claret de Fleurieu: d'argent à la bande d'azur chargé d'un soleil d'or; devise: Claret, non nocet